# 天津市滨海新区塘沽紫云中学
天津市滨海新区塘沽紫云中学，原名天津市塘沽区紫云中学，位于天津市滨海新区塘沽新港三号路3350号，毗邻紫云公园，成立于2005年，滨海新区成立后更名为天津市滨海新区塘沽紫云中学，目前是天津市市级重点中学、天津市第二批国家级标准示范学校。